# Война Сальвадора и Гондураса против Гватемалы
Война Сальвадора и Гондураса против Гватемалы (29 января — 3 февраля 1851 года) — попытка коалиции Сальвадора и Гондураса, в которых у власти стояли либеральные правительства, свергнуть правившее в Гватемале правительство консерваторов.

## Предыстория
После того, как испанские колонии в Америке получили независимость, там началась борьба между сторонниками либеральных реформ и сторонниками консервативного курса во внутренней политике. В Федеративной Республике Центральной Америки после гражданской войны 1826—1829 годов к власти пришли либералы, однако позиции консерваторов оставались сильны. В штате Гватемала в 1837 году началось восстание под предводительством Рафаэля Карреры, который в 1838 году смог взять там власть, и в 1839 году провозгласил образование независимого государства Гватемала. К 1840 году произошёл окончательный распад Федеративной Республики Центральной Америки.
В 1848 году либералы сумели отстранить Карреру от власти в Гватемале, и он был вынужден отправиться в изгнание в Мексику. В стране начался политический хаос, 26 августа 1848 года при поддержке сальвадорского президента Васконселоса в Кесальтенанго произошло восстание, и было объявлено о восстановлении государства Лос-Альтос, завоёванного Гватемалой в период распада Федеративной Республики Центральной Америки. Каррера вернулся в Гватемалу и получил поддержку значительной части коренного населения страны; Каррера смог вернуть Лос-Альтос в состав Гватемалы, и ставший с 1849 года президентом Мариано Паредес поставил его во главе вооружённых сил.

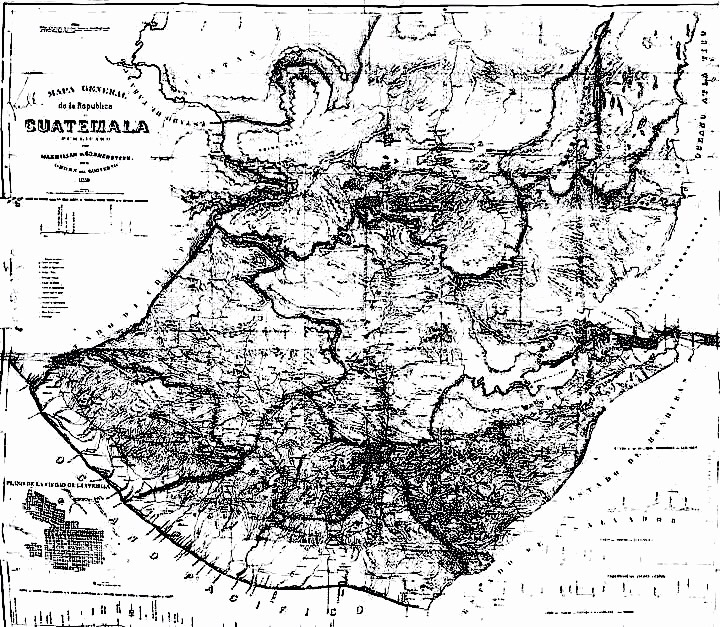
Карта Гватемалы в 1847 г.

## Подготовка к войне
Либералы, бежавшие из Гватемалы после возвращения Карреры к власти, нашли убежище в Сальвадоре, где президент Васконселос оказывал им полную поддержку: не только позволял им печатать в газетах всё, что им хотелось, касательно ситуации в Гватемале, но и переправлял в восточную Гватемалу деньги и оружие для антиправительственной деятельности. Так как это давало слабый эффект, то в конце 1850 года Васконселос решил перейти к открытым боевым действиям, и предложил Гондурасу и Никарагуа объединить усилия с Сальвадором для свержения консервативного режима в Гватемале. Согласием ответил только Гондурас.
4 января 1851 года сальвадорский президент Доротео Васконселос и президент Гондураса Хуан Линдо встретились в Окотепеке (на территории Гондураса) и заключили союз против Гватемалы. Коалиционная армия, состоящая из 4 тысяч сальвадорцев и 2 тысяч гондурасцев, сосредоточилась в Метапане (на территории Сальвадора).
28 января 1851 года Васконселос передал гватемальскому министру внешних сношений ультиматум. От гватемальского президента требовали ухода в отставку, чтобы альянс мог назначить на этот пост человека, более лояльного к либералам; Каррера должен был под сальвадорским конвоем прибыть в один из южных портов Гватемалы и оттуда отправиться в изгнание. Правительство Гватемалы отвергло ультиматум.

## Боевые действия
29 января 1851 года отряд из 500 человек под командованием генерала Висенте Бакеро вторгся на территорию гватемальского департамента Хутьяпа, однако основные коалиционные силы двинулись из Метапана. Во главе коалиционной армии встал сам Доротео Васконселос, также среди командующих были Хосе Сантос Гуардиола, Рамон Бельосо, Хосе Тринидад Кабаньяс и Херардо Барриос.
Гватемальская армия состояла из 2 тысяч человек под командованием генерал-лейтенанта Карреры и нескольких полковников. Ложным отступлением Каррера заманил своих противников к заранее выбранной позиции на холмах Ла-Арада возле города Чикимула. В результате состоявшегося 2 февраля 1851 года сражения коалиционная армия была полностью разгромлена. Каррера перешёл в контрнаступление и оккупировал сальвадорский город Санта-Ана, но тут его догнал приказ от президента Паредеса о возвращении на территорию Гватемалы, так как противники запросили прекращение боевых действий и восстановление мира.

## Итоги и последствия
В Сальвадоре ввергший страну в военную авантюру Васконселос был вынужден оставить президентский пост. К власти в Сальвадоре пришли консерваторы, избравшие президентом Франсиско Дуэньяса. В Гватемале триумф Карреры привёл к тому, что он был избран пожизненным президентом. Начался период доминирования Гватемалы в Центральной Америке.